# Rökbastu

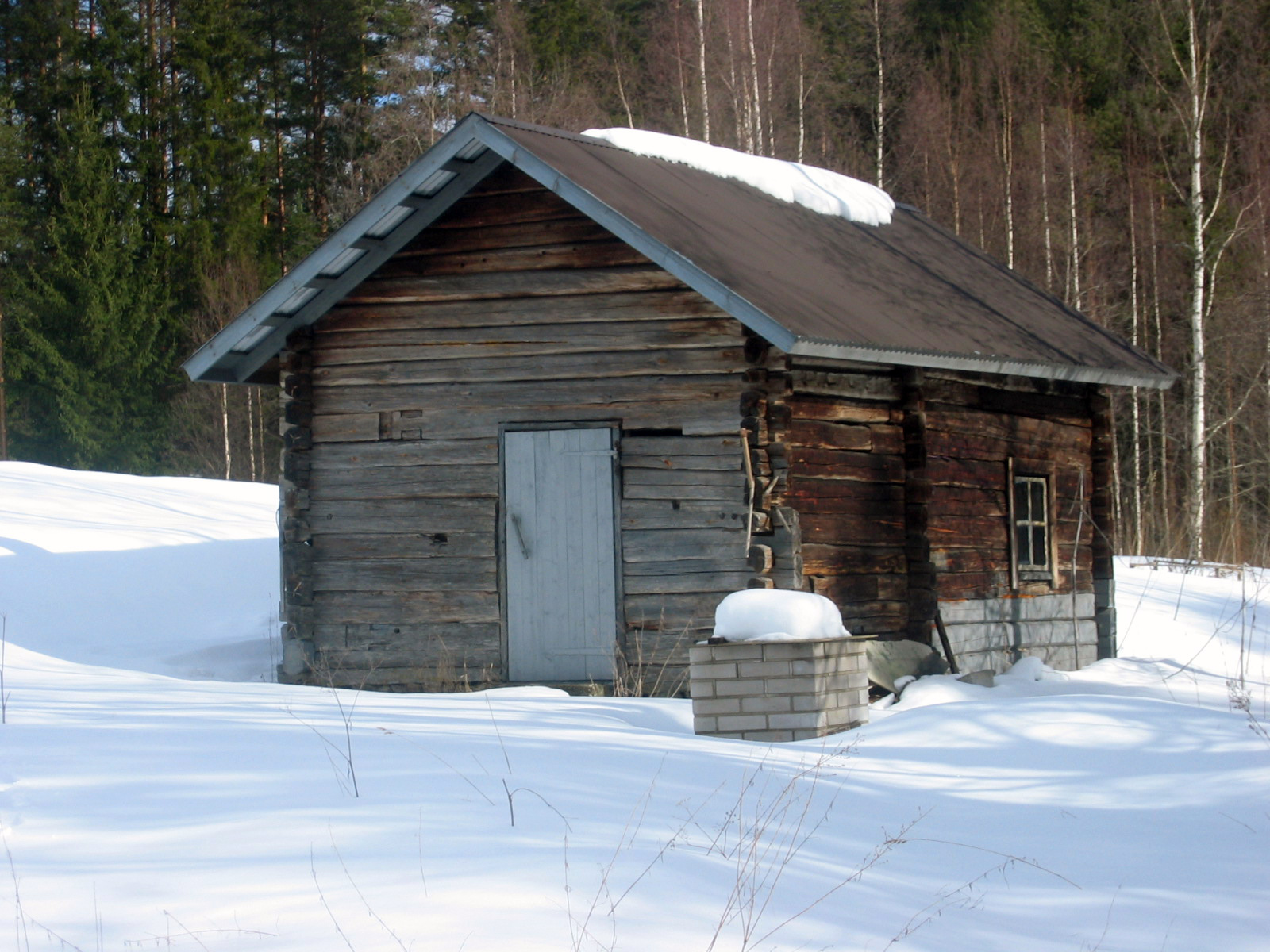
Rökbastu i Enonkoski i Finland.

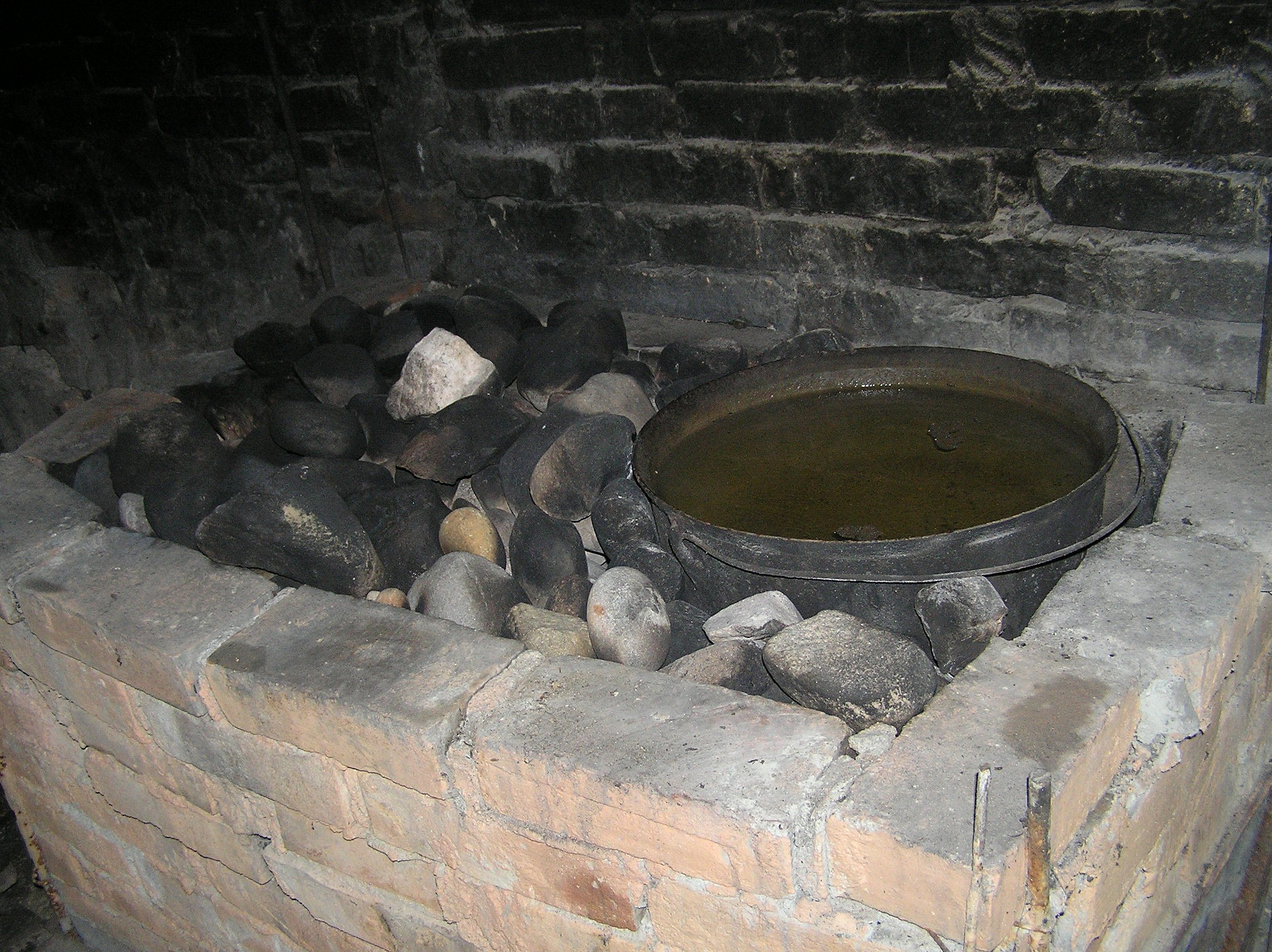
Eldstad i rökbastu i Estland.

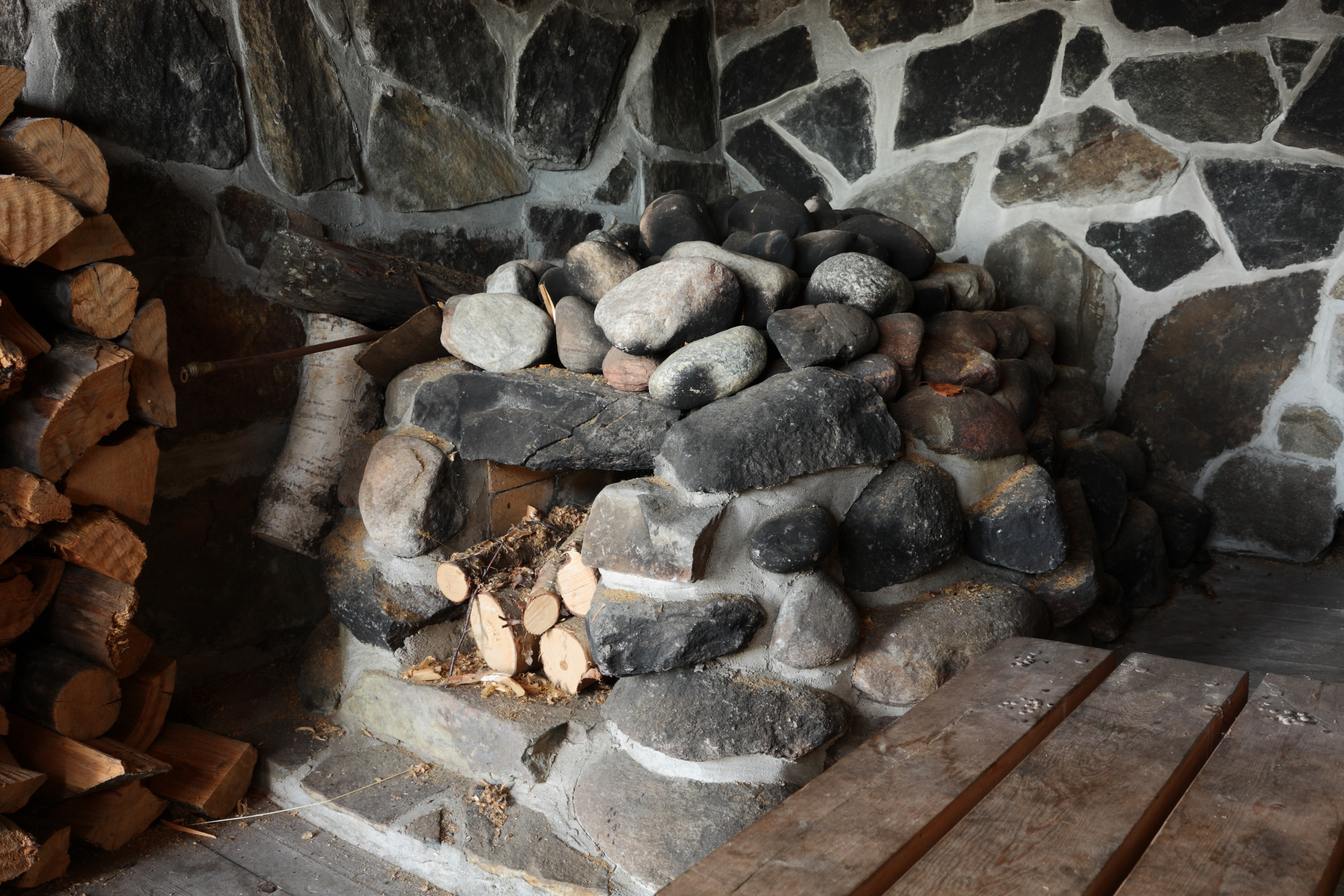
Rökugn i bastu i Utsjoki i Finland.

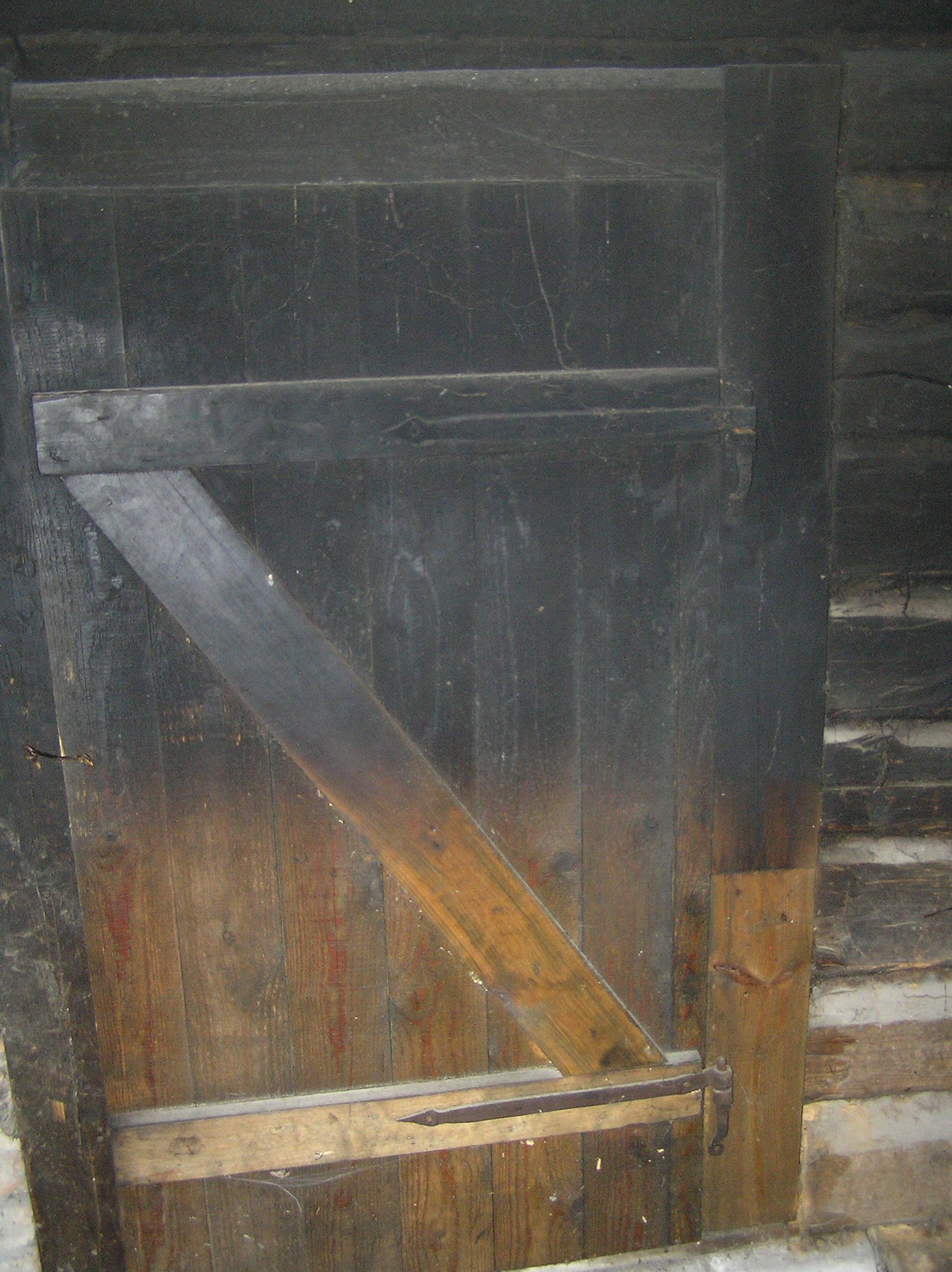
Rökbastudörr med synlig rökgräns.

Rökbastu (estniska: Suitsusaun, finska: savusauna, norska: röykbadstue) är en sorts bastu, som värms upp av en vedeldad, förhållandevis stor, bastuugn i ett basturum utan skorsten. Bastun värms upp genom att i första hand stenarna i ugnen värms upp, gärna i flera timmar, inte luften direkt. Röken fyller rummet och när bastun är varm nog, tillåts elden brinna ned och röken ventileras ut för att ersättas av syrerik luft. Den kvarvarande värmen i eldstaden är tillräcklig för att värma bastun under en badsejour. Rökbastun representerar en tidig form av bastu, eftersom skorstenar introducerades i norra Europa senare än bastur. I Finland började man ansluta en skorsten till bastuugnen först på 1800-talet.
I en rökbastu i bruk är väggarna från en viss höjd belagda med ett tjockt lager av sot. Bänkarna tvättas före bastubadet. Ångan från vatten som hälls över stenarna (finska: löyly) anses var längre och mjukare i en rökbastu, med dess större bastuugn, än i vanliga bastur.
Rökbastur förekommer idag fortfarande i Estland, Finland, Lettland och Litauen. År 2014 sattes rökbastutraditionen i Võrumaa i Estland upp på Unescos Lista över bevaransvärda kulturföreteelser.
Till södra delarna av Norge och Sverige har rökbastur kommit med invandringen av skogsfinnar. I Hedmark finns restaurerade rökbastur idag på Norsk Skogsfinsk Museum vid bland annat Nedre Øyeren i Brandval Finnskog. En sådan bastu har två sammanbyggda rökugnar vid sidan av varandra.
I Soukolojärvi finns den bastu som tros vara världens äldsta rökbastu.